# 兰萨纳·库亚特

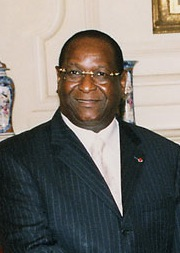
賴斯國務卿於2007年會見幾內亞共和國總理蘭薩納·庫亞特時拍攝照片

兰萨纳·库亚特（1950年—），几内亚外交家、政治家，曾任联合国经济及社会理事会副主席、西非国家经济共同体执行秘书，2007年至2008年间任几内亚总理。
| 前任： 爱德华·邦雅曼 | 西非国家经济共同体执行秘书 1997年-2002年 | 繼任： 穆罕默德·伊本·尚巴       |
| 前任： 欧仁·卡马拉   | 几内亚总理 2007年－2008年                | 繼任： 艾哈迈德·蒂迪亚内·苏瓦雷 |